# Heteranthera mexicana
Heteranthera mexicana är en vattenhyacintväxtart som beskrevs av Sereno Watson. Heteranthera mexicana ingår i släktet Heteranthera och familjen vattenhyacintväxter. Inga underarter finns listade.